# Diana Castaño
Diana Castaño (ur. 5 kwietnia 1983 w Hiszpanii) – hiszpańska siatkarka, reprezentantka kraju, grająca jako libero. Obecnie występuje w drużynie Dauphines Charleroi.